# Dolores Bargowski
Dolores Bargowski (1943 – 2008) è stata un'attivista statunitense, attiva durante i primi anni della seconda ondata femminista in difesa dei diritti delle donne e delle persone LGBT.

## Biografia
Si avvicinò alla politica durante la sua presenza nel consiglio studentesco del Monteith College alla Wayne State University, del quale fu presidentessa nel 1967. Contraria al sessimo dei gruppi del movimento dei diritti civili, quale Studenti per una Società Democratica, guidò Society in Women, uno dei primi seminari sulle questioni femminili, il quale avrebbe portato alla fondazione del primo capitolo del college della National Organization for Women.
Nel 1969 si trasferì a New York e co-fondò l'organizzazione Women Make Movies con Ariel Dougherty e Sheila Paige. Scrisse per le organizzazioni The Feminists e Radicalesbians. Partecipò inoltre al primo Pride LGBT di New York nel 1970 (allora conosciuto come i moti di Stonewall) e alla protesta di Miss America tenutasi ad Atlantic City.
Nel 1971 si trasferì a Washington per unirsi a un gruppo lesbo-femminista locale. Scrisse per il quotidiano The Furies Collective e fu una delle fondatrice di Quest, una rivista letteraria femminista. A Washington scrisse e distribuì l'opuscolo Notes Toward a Women's Analysis of Class.
Nel 2008 i suoi scritti sono stati acquistati dalla Biblioteca di Harvard.